# Ocean View
Ocean View (anciennement Slangkop) est un township de la localité de Kommetjie, situé sur la façade atlantique de la péninsule du Cap, dans la banlieue au sud-ouest de la ville du Cap.
Ocean View est un quartier créé en 1968 pour la population coloured en application des lois d'apartheid et plus particulièrement en vertu du Group Areas Act.
Les populations qui y furent déplacés étaient auparavant domiciliés dans les "zones blanches" ("white areas") de Simon's Town, Noordhoek, Red Hill, Fish Hoek ou encore Glencairn (en).
D'abord dénommé Slangkop, l'endroit fut rebaptisé Ocean View bien qu'il n'y ait aucune vue sur l'océan contrairement aux lieux de résidences d'origines de ses habitants. Le quartier est relativement mixte entre classes moyennes et classes populaires.

## Localisation
Située à l'est du village de Kommetjie, Ocean View est un quartier délimité au nord par Kommetjie Road et à l'ouest par Slangkop road.

## Démographie
Selon le recensement de 2011, Ocean View compte (13 569 résidents, principalement des coloureds (91,38 %). On y trouve aussi quelques noirs (6,80 %), quelques indiens (0,63 %) et quelques blancs (0,26 %).
Les habitants sont à 57,20 % de langue maternelle afrikaans, à 39,10 % de anglaise et à 0,99 % de  langue maternelle xhosa.

## Politique
Depuis la refondation de la municipalité du Cap en 2000, Ocean View est située dans le 19e arrondissement (sub council 19) et se partage entre deux circonscriptions électorales : 
- la circonscription municipale n° 61 (Cape Farms-District H - Sud de Fish Hoek, Capri et d'Ocean View - Misty Cliffs - Scarborough - Smitswinkelbaai - quartiers sud-ouest de Simon's Town et de Glencairn - Castle Rock) dont le conseiller municipal est Simon Liell-Cock (DA)[3],
- la circonscription municipale n° 69 (Kommetjie - Noordhoek - Sunnydale - Sunvalley - Ocean View - Fish Hoek - Capri - Cape Farms District H) dont le conseiller municipal est Felicity Purchase (DA)[4].